# Elecciones presidenciales de Chipre de 1959
Las elecciones presidenciales se llevaron a cabo en Chipre el 13 de diciembre de 1959, en preparación para la independencia de la hasta entonces colonia del Reino Unido. Solo dos candidatos participaron en la elección: el arzobispo Makarios III, candidato independiente respaldado por EOKA, y John Clerides, miembro de AKEL. Makarios obtuvo una amplia victoria con el 66.29% de los votos, aunque no asumió formalmente el cargo sino hasta nueve meses después, el 16 de agosto de 1960, cuando se formalizó la independencia del país. La elección contó con una alta tasa de participación, del 91.2%.
Fazıl Küçük, el candidato turcochipriota a la vicepresidencia, no tuvo competencia y fue elegido sin oposición.

## Resultados
| Candidato                          | Votos   | %     |
| ---------------------------------- | ------- | ----- |
| Makarios III                       | 144.501 | 66.29 |
| John Clerides                      | 71.753  | 32.92 |
| Votos en blanco/anulados           | 1.702   | 0.89  |
| Total                              | 217.956 | 100   |
| Votantes registrados/participación | 238.879 | 91.2  |
| Fuente: Nohlen & Stöver            |         |       |